# Chinezul Timișoara
Chinezul Timișoara – rumuński klub piłkarski z siedzibą w Timișoarze. Klub działał w latach 1910-1946.

## Historia
Chinezul Timișoara został założony w 1910 przez pracowników Kolei w Timișoarze. Klub nazwano na cześć węgierskiego generała z XV wieku Pavla Chinezula. W Mistrzostwach Rumunii Chinezul po raz pierwszy uczestniczył w 1921. W premierowym sezonie Chinezul po zwycięstwie 5-1 w finale z Victorią Kluż zdobył mistrzostwo Rumunii. W kolejnych pięciu sezonach Chinezul powtarzał to osiągnięcie.
W 1933 Chinezul awansował Divizia A. W premierowym sezonie Ripensia po pokonaniu w finale Universitateą Kluż zdobyła mistrzostwo Rumunii. W Divizia A Ripensia uczestniczył przez 6 sezonów do 1939. Po wojnie Chinezul połączył się z CAM Timișoara tworząc Chinezul CAM Timișoara. W 1946 CAM odłączył się od Chinezul, który w konsekwencji przestał istnieć.

## Sukcesy
- Mistrzostwo Rumunii (6): 1922, 1923, 1924, 1925, 1926, 1927.

## Znani piłkarze w klubie
| - Vilmos Zombori - Emerich Vogl - Ladislau Raffinsky - Rudolf Bürger - Rudolf Kotormány - Carol Frech - Adalbert Steiner | - Pál Teleki - Mihai Tänzer - Augustin Semler - Zoltán Beke - Rudolf Wetzer - Rudolf Steiner - Adalbert Ritter |

## Trenerzy
- Béla Guttmann (1945-47)

## Sezony wDivizia A
| Sezon   | Uzyskane Miejsce |
| ------- | ---------------- |
| 1933-34 | 6 w gr. 2        |
| 1934-35 | 5                |
| 1935-36 | 9                |
| 1936-37 | 9                |
| 1937-38 | 4 w gr. 1        |
| 1938-39 | 10 (spadek)      |